# میشا کامپ
میشا کامپ (انگلیسی: Mischa Kamp؛ زادهٔ ۷ اوت ۱۹۷۰) کارگردان فیلم اهل هلند است.
از فیلم‌هایی که وی در آن‌ها نقش داشته است، می‌توان به عروسک خوشگل اشاره نمود.